# Cultura da Romênia

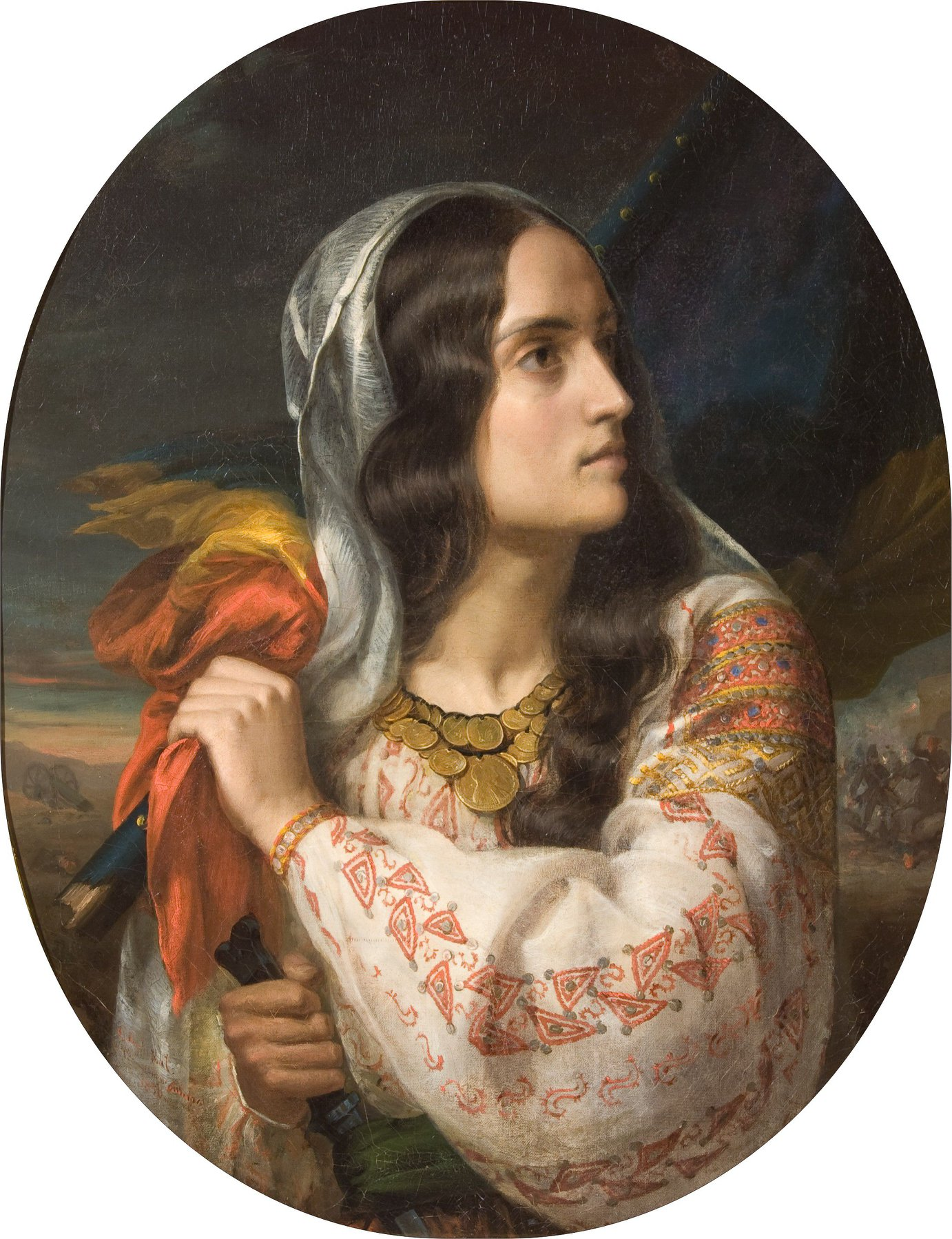
Romênia Revolucionária, de Constantin Daniel Rosenthal.

A cultura da Romênia é única, graças à sua evolução histórica e geográfica distinta.. É fundamentalmente definida como um ponto de encontro de três regiões: Central, Leste e Sudeste da Europa, mas pode ser realmente incluída em qualquer um deles. A identidade romena é formada sobre um substrato de elementos Dacian e romano, com muitas outras influências.
A cultura popular de espaço romeno opera principalmente como uma síntese de elementos emprestados de outras populações, que consiste na  originalidade combinada de modo selecionado. Na Antiguidade e na Idade Média, as influências mais importantes foram dos povos eslavos que migraram na Carpathian-Danúbio e foram formados na área - Bulgária, Sérvia, Ucrânia, Polônia e Rússia - os gregos de Bizâncio e, em seguida, sob a proteção turca, em Fener, o Império Otomano, os húngaros e os alemães que vivem na Transilvânia. A cultura romena moderna se desenvolveu nos últimos 250 anos, sob uma forte influência das culturas da Europa Ocidental, especialmente da francesa e alemã. Além disso, sob a influência bizantina e eslava, os romenos tornaram-se o único povo de origem latina de maioria cristãos ortodoxos.
O Humanismo apareceu no país no século XVIII, primeiramente na região da Moldávia. O representante mais importante, Miron Costin, escreveu uma crônica sobre a história da Moldávia. Outros humanistas notáveis foram Dimitrie Cantemir e Constantin Brâncoveanu. Os principais representantes do Iluminismo foram Gheorghe Asachi, Ioan Budai-Deleanu e Golescu. A união dos principados romenos, em 1859, deu um grande impulso à sociedade e a cultura romena. Foram fundadas universidades em Iasi e em Bucareste, e o número de instituições culturais e científicas aumentou significativamente a partir deste período. Um grande impacto na literatura romena deu-se com a fundação da organização literária Junimea, fundada por um grupo de personalidades, entre os quais estava Titu Maiorescu, em 1863. Ao mesmo tempo, Nicolae Grigorescu foi um dos fundadores da pintura romena moderna.
A primeira metade do século XX é um momento importante para a cultura romena, que atingiu seu nível máximo de afirmação internacional em harmonia com as tendências culturais europeias. O artista mais importante, que ocupava um lugar especial na história do mundo da arte à época, foi o escultor Constantin Brâncuşi, uma figura central do movimento artístico de vanguarda e um dos pioneiros da abstração, o inovador global em escultura pela imersão nas fontes primordiais de criação popular. O início do século XX também foi um período importante para a prosa romena, com romancistas ativos, tais como Liviu Rebreanu, Sadoveanu e Camil Petrescu. No drama, Mihail Sebastian e Lucia Sturdza-Bulandra foram os atores mais representativos deste período.
Após a Segunda Guerra Mundial, o regime comunista introduziu uma censura áspera na cultura, usando-a como um meio de controle e de subordinação das pessoas. A liberdade de expressão foi restringida constantemente de várias maneiras. Durante este período, as figuras mais representativas foram os escritores Marin Preda e Nicolae Breban, os poetas Nichita Stănescu e Marin Sorescu e os críticos literários Nicolae Manolescu e Eugen Simion. Ainda durante o regime comunista, registrou-se uma grande diáspora de personalidades culturais e científicas, como George Palade (vencedor do Prêmio Nobel de Biologia), Mircea Eliade, o famoso historiador das religiões, Eugène Ionesco, o dramaturgo do absurdo e Emil Cioran. Outros membros da diáspora foram Sergiu Celibidache e Ionel Perlea, maestros renomados.

## Música
A música romena inclui todas as criações de música desenvolvidas pelo romeno e os seus antepassados. Desde a Idade Média, a localização do país, na confluência de Oriente e Ocidente, causou uma diferenciação entre a música popular no primeiro Estado romeno, localizado nas influências ocidentais, enquanto os estados localizados no leste levavam a música com elementos bizantinos, eslavos e, mais tarde, turcos. Essas influências fizeram-se presentes tanto na música popular romena quanto na música erudita.

## Feriados oficiais
| Data                     | Nome romeno                  | Nome em português               | Notas |
| ------------------------ | ---------------------------- | ------------------------------- | --- |
| 1 de Janeiro             | Anul nou                     | Dia de Ano Novo                 | |
| Abril/Maio               | Paștele                      | Páscoa                          | O feriado oficial é a Páscoa Ortodoxa. Embora as festas durem três dias, só o Domingo e Segunda-feira de Páscoa são feriados. |
| 1 de Maio                | Ziua muncii                  | Dia do Trabalhador              | Dia Internacional do Trabalhador                                                                                              |
| Primeiro domingo de Maio | Sărbătoarea mamei            | Dia da Mãe                      | Lei Nr. 319 de 2010 |
| Segundo domingo de Maio  | Sărbătoarea tatălui          | Dia do Pai                      | Lei Nr. 319 de 2010 |
| Maio/Junho               | Rusaliile                    | Pentecostes                     | O feriado oficial é a Pentecostes: Domingo e Segunda-feira                                                                    |
| 15 de Agosto             | Adormirea Maicii Domnului    | Assunção de Maria               | O feriado oficial é a Assunção de Maria                                                                                       |
| 1 de Dezembro            | Ziua națională (Ziua unirii) | Feriado Nacional (Dia da União) | Celebra a união da Transilvânia com o Reino da Roménia, o acto fundador da Roménia moderna (1918)                             |
| 25/26 de Dezembro        | Crăciunul                    | Natal                           | Tanto o dia de Natal como o dia seguinte são feriados.                                                                        |

### Outras datas oficiais
| Data          | Nome romeno           | Nome em português    | Notas                                                                                        |
| ------------- | --------------------- | -------------------- | -------------------------------------------------------------------------------------------- |
| 26 de Junho   | Ziua Tricolorului     | Dia da Bandeira      |                                                                                              |
| 29 de Julho   | Ziua Imnului național | Dia do Hino Nacional | Data em que Deșteaptă-te, Române! foi pela primeira vez executado, em 1848 em Râmnicu Vâlcea |
| 8 de Dezembro | Ziua Constituției     | Dia da Constituição  |                                                                                              |

### Festas tradicionais
| Data       | Nome       | Notas                 |
| ---------- | ---------- | --------------------- |
| 1 de Março | Mărțișorul | Festival da Primavera |